# ماتس غرين
ماتس غرين (بالسويدية: Mats Green)‏ هو سياسي سويدي، ولد في 6 أبريل 1979 في السويد. حزبياً، نشط في حزب التجمع المعتدل.